# Département Protection Sécurité

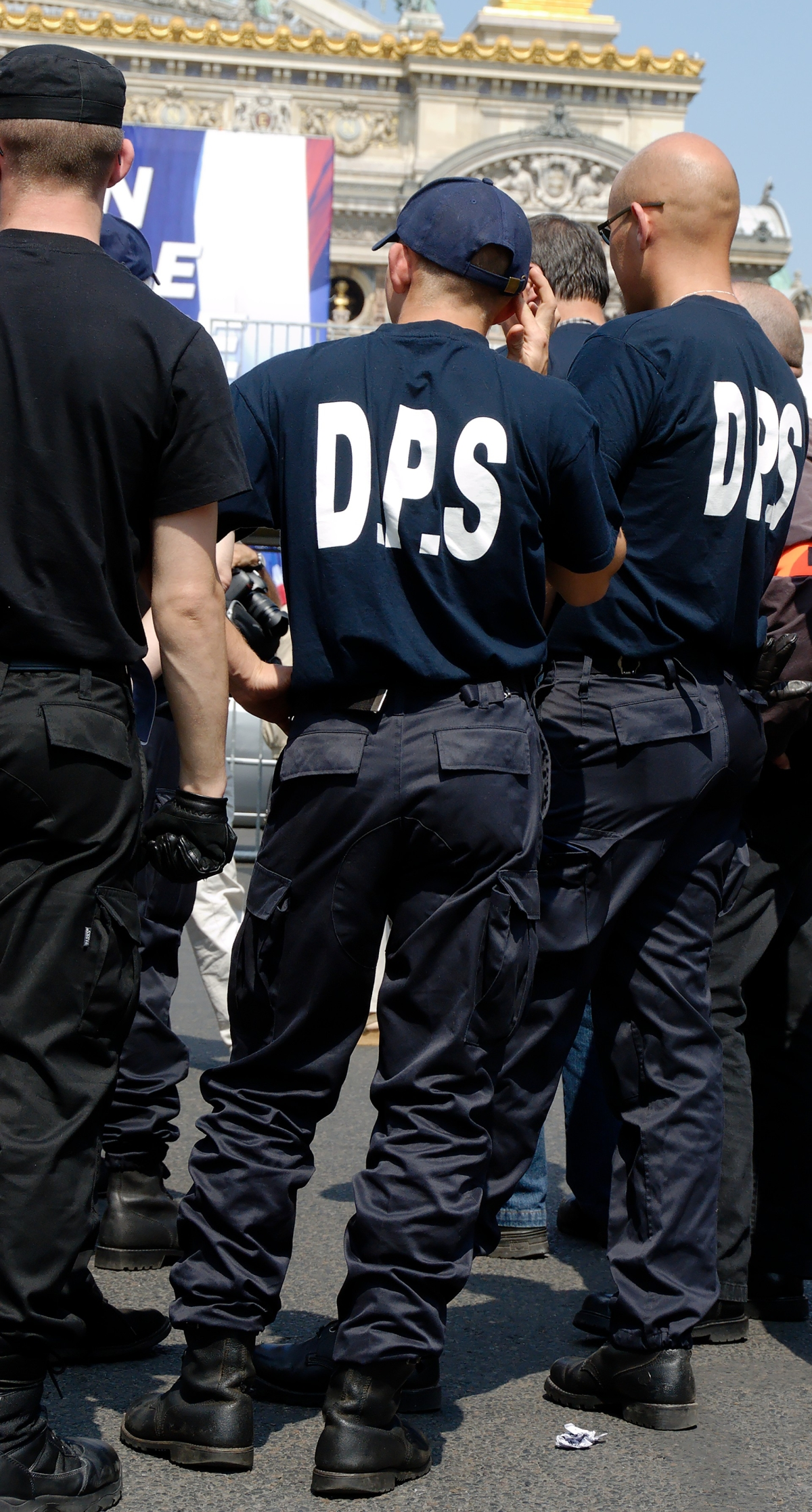
Medlemmar i DPS.

Département Protection Sécurité, DPS, är det franska partiet Front Nationals säkerhetsgrupp. DPS:s uppgift är att skydda partiet om det fysiskt angrips. Medlemmarna består bland annat av före detta fallskärmsjägare och folk från franska främlingslegionen. Alltefter vilken hotbild de möter består deras utrustning av hjälmar, sköldar, gasmasker och skottsäkra västar. De har digitala listor över journalister och antifascister med namn, adress och foto. Gruppen uppges ha cirka 3 000 medlemmar och brukar uppträda i svarta kläder, som beskrivits som "ninjaliknande". Från 1993 leddes gruppen av Bernard Courcelle som 1999 blev ledare för Kongos president Denis Sassou-Nguessos livvakt. Marc Bellier och Jean-Pierre Chabrut var ledare efter Bernard Courcelle. Ledare idag är Eric Staelens.

## Infiltration
DPS har även använts till infiltration och hemlig övervakning av partiets motståndare. En undersökning gjord av en parlamentarisk kommission 1998, dokumenterade mer än ett 60-tal fall där DPS tillgripit våld.

## Orsak till bildande
Som syfte att skapa DPS anger Front National att skydda ledande partimedlemmar, och man hävdar att attentaten mot Front National varit många. 1976 sprängdes Jean-Marie Le Pens våning i luften. Explosionen gjorde Jean-Maries äldsta dotter Marie-Caroline Le Pen döv på ena örat. 1978 sprängdes François Duprat i sin bil och år 1988 dog Jean-Pierre Stirbois i en bilolycka, som en del anser mystisk. 1994 blev Yann Piat, som tidigare var medlem i Front National, skjuten i sin bil. Det är dock osäkert om det var frågan om interna uppgörelser inom partiet, politiska motståndare eller något helt annat.